# Theoa
Genre
Theoa est un genre d'araignées aranéomorphes de la famille des Linyphiidae.

## Distribution
Les espèces de ce genre se rencontrent en Asie du Sud-Est, en Asie de l'Est et aux Seychelles.

## Liste des espèces
Selon World Spider Catalog (version 21.0, 09/04/2020) :
- Theoa elegans Tanasevitch, 2014
- Theoa hamata Tanasevitch, 2014
- Theoa longicrusa Tanasevitch, 2014
- Theoa malaya Tanasevitch, 2017
- Theoa tricaudata (Locket, 1982)
- Theoa vesica Zhao & Li, 2014

## Publication originale
- Saaristo, 1995 : Linyphiid spiders of the granitic islands of Seychelles (Araneae, Linyphiidae). Phelsuma, vol. 3, p. 41-52.